# إيرل إف. زيغلر
إيرل إف. زيغلر (بالإنجليزية: Earle F. Zeigler)‏ هو أستاذ جامعي أمريكي، ولد في 20 أغسطس 1919 في نيويورك في الولايات المتحدة، وتوفي في 29 سبتمبر 2018 في ريتشموند في كندا.